# Литвинів (гміна)
Гміна Литвинів — сільська гміна у Підгаєцькому повіті Тернопільського воєводства Другої Речі Посполитої. Адміністративним центром гміни було село Литвинів.
Гміна утворена 1 серпня 1934 року в рамках нового закону про самоврядування (23 березня 1933 року).
Площа гміни — 143,51 км²

Кількість житлових будинків — 2417

Кількість мешканців — 12355
Гміну створено на основі давніших сільських гмін: Боків, Божиків, Литвинів, Лиса, Рудники, Слов'ятин (польською Славентин), Шумляни, Волощина.